# La Dernière Danse (album)
Albums de Michel Sardou
Le Choix du fou
(2017) Je me souviens d'un adieu
(2024)
La Dernière Danse est l'avant-dernier spectacle et le dix-neuvième et avant-dernier album live de Michel Sardou enregistré lors des deux ultimes concerts de la tournée, les 11 et 12 avril 2018, à La Seine musicale, à Boulogne-Billancourt et sorti le 23 novembre 2018. Il est commercialisé dans un coffret « Collector », comprenant deux CD et un DVD. Le 22 mars 2019 sort une version standard 2 CD, sans le DVD.

## Annonce de la tournée
En décembre 2016, en pleine tournée théâtrale avec sa pièce Représailles, Michel Sardou annonce une série de nouveaux concerts, à partir de l'été 2017, quatre ans après sa dernière tournée musicale qu'il avait dû écourter pour des raisons de santé. Intitulée La Dernière Danse, la tournée se veut une « tournée de remerciements » indique le chanteur. Il promet de « mettre le paquet » et d'être entouré de 31 musiciens. 
Le 26 mai 2017, dans Le Parisien, le chanteur annonce sa retraite musicale. La tournée qu'il prépare sera sa dernière tournée et il sortira un ultime album, en octobre 2017, Le Choix du fou. Il se consacrera ensuite au théâtre. Cependant, il sort de sa retraite en 2023-2024 pour Je me souviens d'un adieu.

## Tournée
La tournée commence par des festivals d'été et différents concerts en plein air, et plus particulièrement par l'Agglo Festival à Montélimar, le 5 juillet 2017. Il enchaîne en suite avec un concert aux Arènes de Nîmes avant différents festivals en France (au Festival du Château de Solliès-Pont, au Festival de la cité de Carcassonne, etc.), en Suisse (au festival Sion sous les étoiles où il partage la scène avec Sting), en Belgique (pour la première fois aux Francofolies de Spa) et au Liban (au festival Ehdeniyat).
Après ces débuts estivaux et une petite pause, la tournée recommence au Zénith de Limoges, le 30 septembre 2017. Elle se termine, après prolongations et report des dernières dates parisiennes, le 12 avril 2018 à La Seine musicale à Boulogne-Billancourt.
La tournée a rassemblé 400 000 spectateurs en 82 concerts. D'après son producteur, Thierry Suc, la tournée aurait pu continuer et atteindre les 500 000 spectateurs mais ils ont décidé de s'arrêter

## Derniers concerts à La Seine musicale
Prévus les 23 et 24 mars 2018, les deux ultimes concerts de Michel Sardou doivent être reportés en raison d'un problème de cordes vocales. C'est le chanteur, lui-même, qui vient annoncer le report à son public déjà dans la salle. Les deux concerts sont finalement donnés les 11 et 12 avril 2018, à La Seine musicale, rassemblant chacun 4 500 spectateurs, parmi lesquels Guy Bedos, Valérie Lemercier, Jean-Paul Belmondo ou encore Mylène Farmer. 
Le public de la dernière lui réserve la surprise d'agiter des feuilles sur lesquels on peut lire « Michel, on t'aime », entonnant le refrain de la chanson de 1971 Je t'aime, je t'aime : « Je t'aime, je t'aime / Je t'aime, oh oui, je t'aime / Je t'aimerai toute ma vie ». 
Le dernier soir, alors qu'il interprète Les Lacs du Connemara, dernière chanson du tour de chant, il se trompe dans les paroles et est contraint de la recommencer. Il quitte la scène en saluant son public sans pouvoir retenir ses larmes.

## Retransmission et commercialisation
Filmé et enregistré lors des deux dernières dates de la tournée, le concert est retransmis sur C8, le 25 avril 2018, suivi par 1,2 million de téléspectateurs en France (5,6 % de part d'audience). Le double CD et DVD est commercialisé le 23 novembre 2018.

## Titres de l'album et du DVD
Le double CD et le DVD comprennent les titres suivants :

### Disque 1
| No  | Titre                     | Paroles                            | Musique                                        | Durée |
| --- | ------------------------- | ---------------------------------- | ---------------------------------------------- | ----- |
| 1.  | Salut                     | Michel Sardou - Jean-Loup Dabadie  | Jacques Revaux - Jean-Pierre Bourtayre         | 3:44  |
| 2.  | La Java de Broadway       | Michel Sardou - Pierre Delanoë     | Jacques Revaux                                 | 3:37  |
| 3.  | Vladimir Ilitch           | Michel Sardou - Pierre Delanoë     | Jacques Revaux - Jean-Pierre Bourtayre         | 4:19  |
| 4.  | Je vais t'aimer           | Michel Sardou - Gilles Thibaut     | Jacques Revaux                                 | 6:44  |
| 5.  | San Lorenzo               | Gérard Duguet-Grasser              | Pierre Billon - Jean Mora                      | 3:22  |
| 6.  | L'Aigle noir              | Barbara                            | Barbara                                        | 7:19  |
| 7.  | Le Bac G                  | Michel Sardou - Didier Barbelivien | Michel Sardou - Jean-Pierre Bourtayre          | 3:34  |
| 8.  | Le France                 | Michel Sardou - Pierre Delanoë     | Jacques Revaux                                 | 6:57  |
| 9.  | Medley                    |                                    |                                                |       |
|     | En chantant               | Michel Sardou - Pierre Delanoë     | Toto Cutugno                                   | 0:55  |
|     | Les Bals populaires       | Michel Sardou - Yves Dessca        | Jacques Revaux                                 | 0:50  |
|     | Le Rire du sergent        | Michel Sardou - Vline Buggy        | Jacques Revaux                                 | 3:11  |
| 10. | La Maladie d'amour        | Michel Sardou - Yves Dessca        | Jacques Revaux                                 | 2:35  |
| 11. | L'An mil                  | Michel Sardou - Pierre Barret      | Jacques Revaux                                 | 6:04  |
| 12. | Une fille aux yeux clairs | Michel Sardou - Claude Lemesle     | Jacques Revaux                                 | 7:16  |
| 13. | Les Ricains               | Michel Sardou                      | Guy Magenta                                    | 4:34  |
| 14. | Être une femme            | Michel Sardou - Pierre Delanoë     | Michel Sardou - Jacques Revaux - Pierre Billon | 5:41  |
| 15. | Le Figurant               | Benoit Carré                       | Pierre Billon - Jean Mora                      | 3:56  |

### Disque 2
| No | Titre                     | Paroles                        | Musique                                | Durée |
| -- | ------------------------- | ------------------------------ | -------------------------------------- | ----- |
| 1. | Il était là (Le Fauteuil) | Michel Sardou - Pierre Delanoë | Jacques Revaux                         | 4:21  |
| 2. | Io Domenico               | Michel Sardou - Pierre Delanoë | Jacques Revaux - Jean-Pierre Bourtayre | 4:08  |
| 3. | Je vole                   | Michel Sardou - Pierre Billon  | Michel Sardou                          | 4:15  |
| 4. | Comme d'habitude          | Gilles Thibaut                 | Claude François - Jacques Revaux       | 7:11  |
| 5. | Afrique adieu             | Michel Sardou                  | Michel Sardou - Jacques Revaux         | 3:49  |
| 6. | Musulmanes                | Michel Sardou                  | Jacques Revaux - Jean-Pierre Bourtayre | 7:53  |
| 7. | La Dernière danse         | Michel Sardou                  | Michel Sardou - Jacques Veneruso       | 6:56  |
| 8. | Les Lacs du Connemara     | Michel Sardou - Pierre Delanoë | Jacques Revaux                         | 10:18 |

## Crédits
- Arrangements et direction d'orchestre : Jacques Veneruso
- Direction des cordes : Pierre-Jean Scavino

- Les musiciens (hors cordes et cuivres) :
  - Pierre Billon
  - Laurent Coppola
  - André Hampartzoumian
  - Jean-Philippe Hann
  - Jean-Marc Haroutiounian
  - Jean-Marie Negozio
- Chœurs :
  - Dalila Chikh
  - Delphine Elbé
  - Sophie Gemin
  - Jacques Veneruso
- Cuivres :
  - Fabien Cyprien
  - Éric Giausserand
  - Christophe Nègre
  - Christian Martinez
  - Alex Perdigon
- Cordes :
  - Laurence Baldini
  - Claire Bucelle
  - Évelyne Berlancourt
  - Nadine Collon
  - Marie Couderc Nonon
  - Claire Lisiecki
  - Marie Gremillard
  - Line Kruse
  - Flore Lacreuse
  - Marion Leray
  - Marie Mazin
  - Julia Rota
  - Claire Salesse
  - Danielle Sages Houy
  - Mathilde Sternat